# Andhra Pradesh
L'Andhra Pradesh (in telugu ఆంధ్ర ప్రదేశ్, Āṁdhra Pradeś), abbreviato anche in AP,  è uno Stato dell'India centro-orientale che si affaccia sul golfo del Bengala. È l'ottavo Stato dell'India per superficie e il decimo per popolazione.

## Geografia fisica
L'Andhra Pradesh è bagnato ad est dal golfo del Bengala, confina a nord con gli Stati di Orissa, Chhattisgarh, Maharashtra e Telangana, ad ovest con il Karnataka ed a sud il Tamil Nadu.
Il territorio dell'Andhra Pradesh è interessato nella parte occidentale dall'altopiano del Deccan e dai rilievi dei Ghati orientali e nella parte orientale da una pianura costiera.
Dall'altopiano del Deccan scendono i fiumi Godavari, Krishna e Penner che attraversano lo Stato da ovest ad est prima di sfociare nell'Oceano Indiano. L'area irrigata dal Godavari e dal Krishna è la più grande superficie agricola del paese che permette all'Andhra Pradesh di primeggiare nell'Unione Indiana per la produzione di riso.
La capitale è Amaravati.

### Suddivisioni amministrative

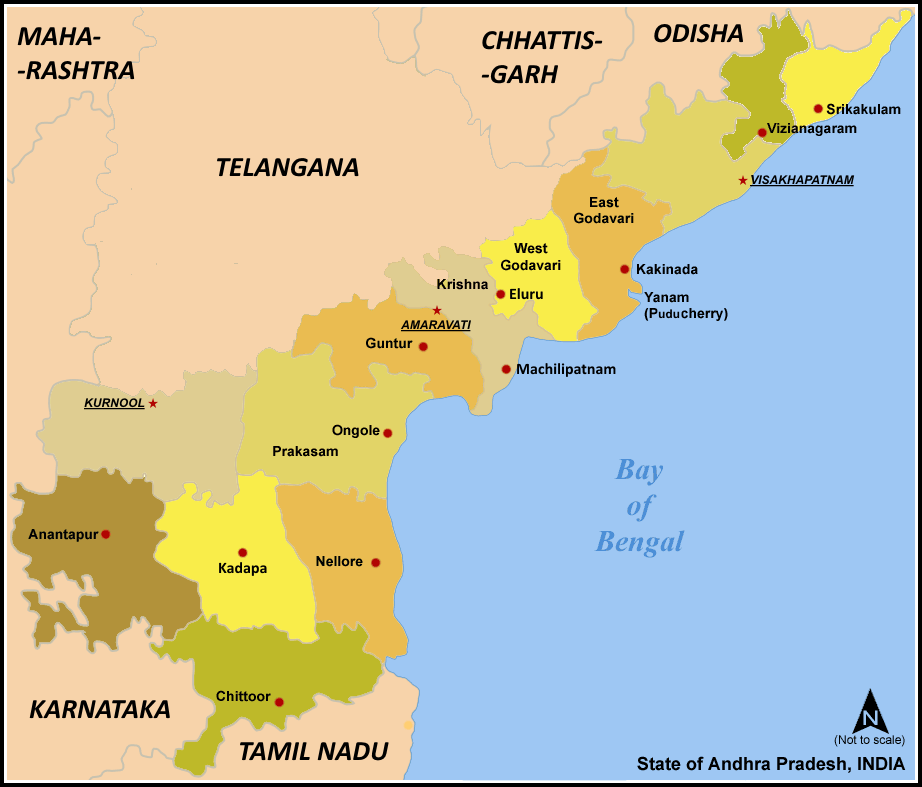
Mappa dei 13 distretti dello stato, prima della riforma amministrativa del 2022, che ha elevato il numero dei distretti a 26.

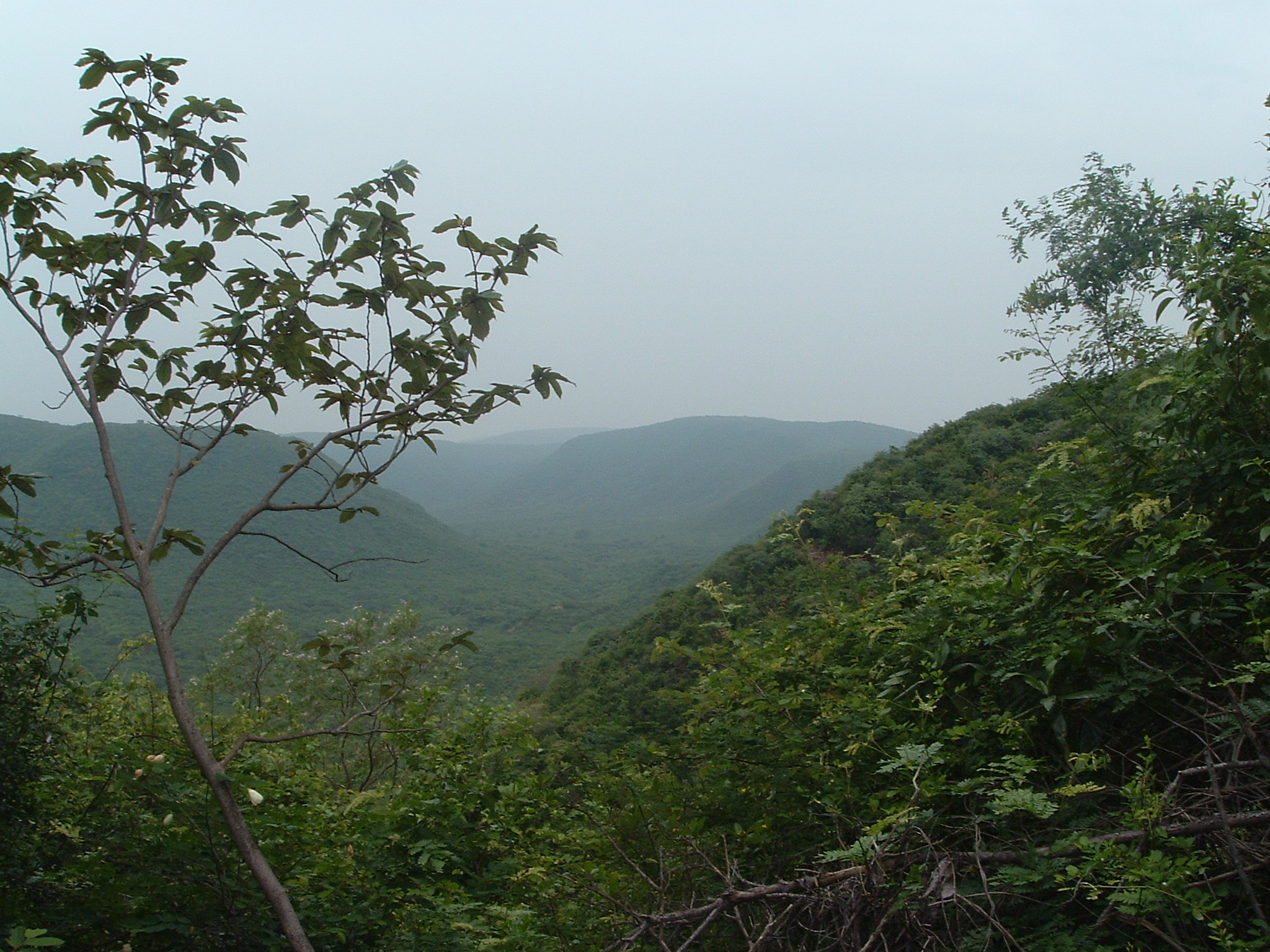
Panorama del Kambalakonda Wildlife Sanctuary nei pressi di Vishakhapatnam

Prima della riforma amministrativa del 2022, lo Stato dell'Andhra Pradesh era diviso in 13 distretti:
|                                                  | Distretto            | Capoluogo         | Superficie  |
| 2                                                | Anantapur            | Anantapur         | 19.130 km²  |
| 3                                                | Chittoor             | Chittoor          | 15.152 km²  |
| 23                                               | Godavari Occidentale | Eluru (Ellore)    | 7.742 km²   |
| 4                                                | Godavari Orientale   | Kakinada          | 10.807 km²  |
| 5                                                | Guntur               | Guntur            | 11.391 km²  |
| 7                                                | Kadapa               | Kadapa (Cuddapah) | 15.359 km²  |
| 10                                               | Krishna              | Machilipatnam     | 8.727 km²   |
| 11                                               | Kurnool              | Kurnool           | 17.658 km²  |
| 15                                               | Nellore              | Nellore           | 13.076 km²  |
| 17                                               | Prakasam             | Ongole            | 17.626 km²  |
| 19                                               | Srikakulam           | Srikakulam        | 5.837 km²   |
| 20                                               | Visakhapatnam        | Visakhapatnam     | 11.161 km²  |
| 21                                               | Vizianagaram         | Vizianagaram      | 6.539 km²   |
|                                                  | Andhra Pradesh       | Amaravati         | 275.045 km² |
| Fonte: Government of Andhra Pradesh, Census 2001 |                      |                   |             |

Dal 2022 è stata introdotta una suddivisione ulteriore che ha portato a aumentare il numero dei distretti dell'Andhra Pradesh, che ora sono 26.

### Città principali

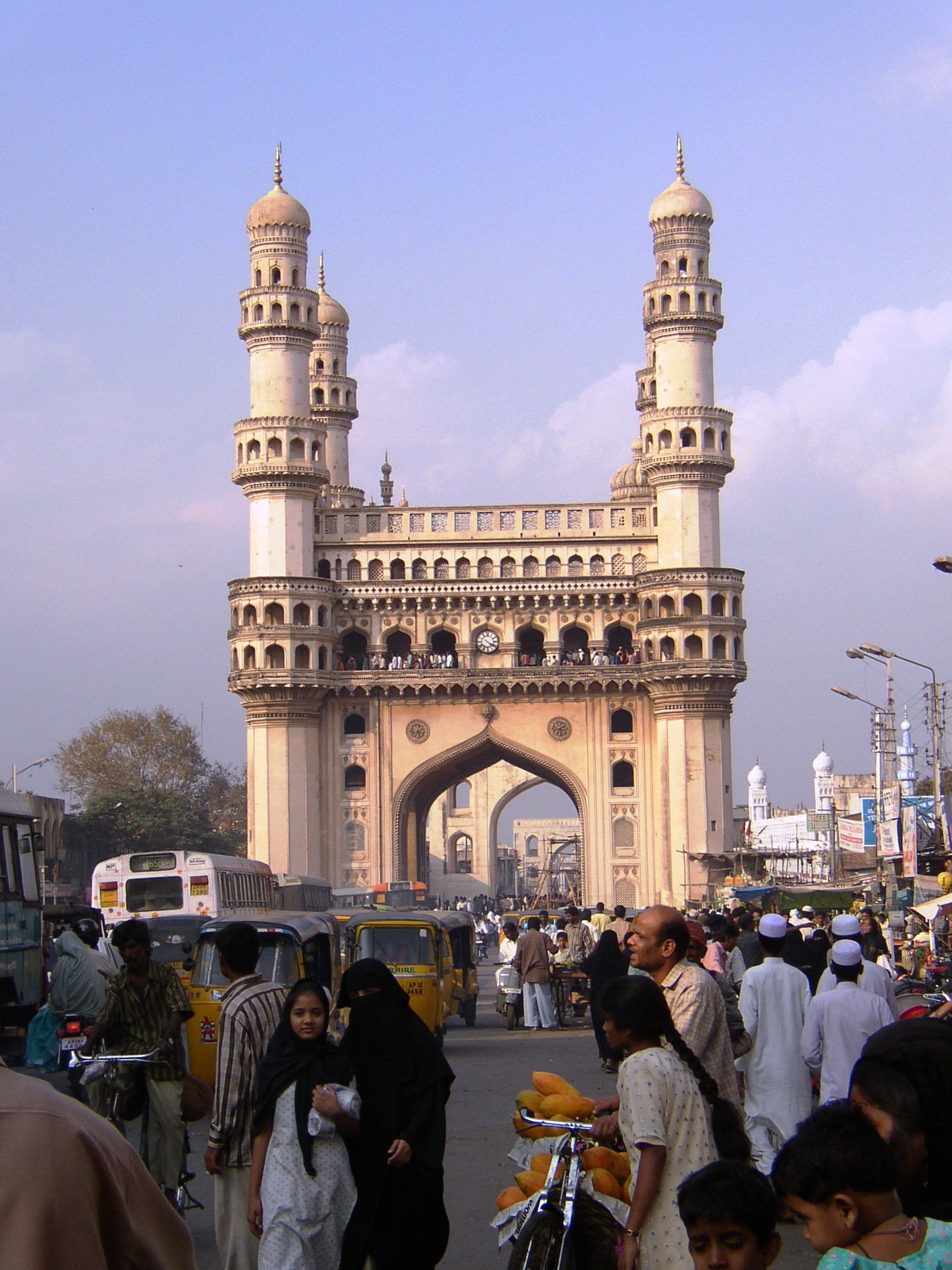
Il Charminar a Hyderabad

- Amaravati è la nuova capitale dello stato, in costruzione nel distretto di Guntur.
- Visakhapatnam è la maggiore città dello Stato ed il quarto porto dell'India.
- Vijayawada, terza città dello Stato, è un importante centro commerciale.
- Tirupati, con il tempio di Venkateswara è meta di pellegrinaggio.
- Guntur City è al centro dell'area dell'industria cotoniera e del tabacco.
- Nellore ha industrie di trasformazione della mica ed un centro di ricerche spaziali.
- Kurnool è stata la capitale dello Stato di Andhra.
- Kakinada, centro industriale nell'area di estrazione del gas naturale.
- Rajahmundry, situata sul fiume Godavari.
- Ramagundam, città industriale nella valle del fiume Godavari.

## Storia
Nell'area dell'attuale stato si affermò a partire dal XVI secolo una dinastia islamica che ebbe come capitale Hyderabad. I Nizam di Hyderabad mantennero il controllo della regione fino al XVIII secolo accumulando enormi ricchezze con il commercio di pietre preziose.
Lo Stato dell'Andhra Pradesh è nato il 1º ottobre del 1953 separando dallo Stato di Madras, l'attuale Tamil Nadu, l'area a maggioranza linguistica telugu. Nel 1956 il territorio dello Stato è stato ampliato incorporando parte del ex Stato di Hyderabad.
Nello Stato dell'Andhra Pradesh la rete internet è stata introdotta nei servizi pubblici e in seguito, in base alle scelte del governatore, utilizzata per registrare e rendere visibile a tutti ogni pagamento ricevuto o effettuato dallo Stato. Repentinamente questo ha portato ad una riduzione della corruzione nei servizi pubblici del 90%.
Il 2 giugno 2014 i dieci distretti nord-occidentali dello stato, comprendenti anche la capitale Hyderabad si sono separati dall'Andhra Pradesh per formare il nuovo stato del Telangana. Da allora per un periodo i due stati hanno condiviso la capitale, fino all'avvenuta costruzione di Amaravati, la nuova sede del governo dell'Andhra Pradesh, dove già dal 2016 si sono trasferiti i principali uffici governativi statali.

## Arte
L'arte degli Andhra, che influenzò lo sviluppo estetico di tutta l'India, si può suddividere in due periodi: il primo, più antico va dal 75 al 25 a.C., il secondo arriva fino al 320 d.C.

Alla prima fase furono attribuite la costruzioni di portali a vento, chiamati torana, oltre agli inconfondibili monumenti buddhisti (stupa), in qualche modo originati da strutture funerarie, contenenti reliquie del Buddha e dei suoi seguaci.

I bassorilievi dei torana rappresentano uno degli elementi più significativi: sono formati da due pilastri pietrosi che sostengono altri pilastri più stretti; tutto l'insieme è sorretto da elefanti e da
rappresentazioni di divinità femminili, ed è impreziosito da decorazioni raffiguranti scene della vita del Buddha; gli ornamenti sono completati da una serie di simboli di matrice induista e iranica. Contemporanei dei torana furono i templi chaitya e i monasteri sangharama, che hanno la peculiarità di essere scavati nelle rocce e di conservare alcuni esempi unici di pittura antica.
La seconda fase, già dal I secolo d.C. è caratterizzata da splendidi esempi di stupa che segnano l'apice artistico espressivo della corrente; le pareti esterne sono rivestite da sculture incise su lastre di marmo chiaro; le loro forme sono variabili e possono assumere anche quella della ruota, come simbolo della sovranità e non mancano cupole e colonne. In questa fase storico-artistica appare, per la prima volta, la figura umana del Buddha, ma è soprattutto la abilità tecnica unita alla ricchezza di dettagli, personaggi, scene e l'equilibrio tra la realtà umana e il trascendentale che eleva queste realizzazioni.

## Società

### Lingue e dialetti
Il telugu è la lingua maggiormente parlata nello Stato da circa l'85 % della popolazione.
Le minoranze più rappresentate sono quelle di lingua urdu, hindi e tamil.
Le lingue ufficiali sono il telugu e l'urdu, quest'ultimo limitatamente ai distretti di Anantapur, Guntur, Kadapa, Kurnool.

## Economia
L'agricoltura è la maggior risorsa economica dello Stato. Le colture principali sono il riso, la canna da zucchero, il cotone, il peperoncino (mirchi) ed il tabacco.
L'industria principale è quella tessile e alimentare.
Notevole incremento sta avendo il settore dell'Information Technology, delle biotecnologie e dell'industria farmaceutica.

L'Andhra Pradesh ha importanti risorse minerarie (amianto, mica, carbone, rame, gas naturale, uranio) ed è al primo posto tra gli stati indiani per l'industria idroelettrica.

L'industria turistica è in crescita.